# Exocentrus testaceus
Exocentrus testaceus là một loài bọ cánh cứng trong họ Cerambycidae.